# MusikCube
musikCube é um software tocador de mídia parcialmente de código aberto. Entre suas principais características destaca-se a possibilidade de criar listas de reprodução e a compatibilidade nativa com os formatos MP3, Ogg Vorbis, FLAC, Monkey's Audio e formatos de CDs de áudio. Outros formatos de áudio podem ser adicionados ao programa através de plugins API. É considerado um dos programas mais parecidos com o aclamado Amarok com compatibilidade para Windows.
Diferentemente da maioria dos seus concorrentes como Windows Media Player, Winamp e iTunes, o musikCube não suporta a mudança de skins (peles) sendo o seu visual sempre basico. Porém, é possível alinhar as janelas do programa de acordo com o gosto do usuário apenas arrastando o soltando e modificar as cores de quase todas as partes da interface. Estes esquemas de cores podem ser salvados e compartilhados com outras pessoas através de arquivos *.ini de apenas 1kb.

## Características
- Baixo uso de memória.
- Interface limpa e intuitiva.
- Navegação rápida.
- Função arrastar e soltar.
- Listas de reprodução dinâmicas.
- Extrator de conteúdo de CDs integrado.
- Possibilidade de adição de recursos através de plugins.
- Disponível em inglês, espanhol, alemão e francês.

## Plugins
Os plugins do musikCube são uma base essencial para quem busca novos recursos no player. Com eles é possível adicionar novos formatos de áudio para serem reproduzidos e ferramentas para outras finalidades.

### Plugins para adição de formatos
- Core M4A
- Core MOD
- Core WAV
- Core WMA
- Core MPC
- Core WV
- Core OGG
- Core MP3
- Core FLAC
- Core APE